# Молотников, Руди
Руди Молотников (англ. Rudi Molotnikov; 23 мая 2006) — шотландский футболист, полузащитник клуба «Хиберниан».

## Клубная карьера
В июле 2022 года он подписал двухлетний профессиональный контракт с «Хибернианом».
31 августа 2023 года он дебютировал в своей профессиональной карьере, выйдя на замену во втором тайме против «Астон Виллы» в Лиге конференций.
Дебютировал в Шотландском Премьершипе 3 декабря 2023 года в домашнем матче против «Абердина», выйдя на замену.
В феврале 2024 года он был отдан в аренду в «Стерлинг Альбион».

## Международная карьера
В марте 2023 года он помог сборной Шотландии пройти отбор на чемпионат Европы 2023 года среди юношей до 17 лет. Впоследствии он также был включён в состав сборной Шотландии на этот турнир.